# Floronia (cràter)
Floronia és un cràter amb coordenades planetocèntriques de 38.31 ° de latitud nord i 96.43 ° de longitud est, sobre la superfície de l'asteroide del cinturó principal (4) Vesta. Fa 18.54 km de diàmetre. El nom adoptat com a oficial per la UAI el 30 de setembre de 2011. i fa referència a una verge vestal romana.